# Frederikshavn
Frederikshavn este un oraș în Danemarca.